# Sursee
Sursee är en stad och kommun i distriktet Sursee i kantonen Luzern, Schweiz. Kommunen har 10 810 invånare (2023).